# Dicranolepis incisa
Dicranolepis incisa är en tibastväxtart som beskrevs av André Georges Marie Walter Albert Robyns. Dicranolepis incisa ingår i släktet Dicranolepis och familjen tibastväxter. Inga underarter finns listade i Catalogue of Life.